# 犬山市立栗栖小学校
犬山市立栗栖小学校（いぬやましりつ　くりすしょうがっこう）は、愛知県犬山市の公立小学校。

## 概要
- 校区は自治会としては、栗栖上、栗栖中、栗栖下、垣ノ内、桃太郎であり、公立中学校の進学先は犬山市立犬山中学校である。

## 沿革
- 1879年（明治12年）7月 - 栗栖村に栗栖学校が開校。栗栖村と継鹿尾村の児童が通学する。
- 1888年（明治21年） - 尋常小学栗栖学校に改称する。
- 1889年（明治22年）10月1日 - 富岡村、継鹿尾村、栗栖村、善師野村が合併し、善師野村が発足。
- 1894年（明治27年） - 栗栖村字草野に校舎を新築し、移転する。
- 1906年（明治39年）10月1日 - 今井村、善師野村、岩田村が合併し、城東村が発足する。
- 1907年（明治40年）4月 - 城東第三尋常小学校に改称する。
- 1911年（明治44年） - 現在地に校舎を新築し、移転する。
- 1941年（昭和16年）4月1日 - 栗栖国民学校に改称する。
- 1947年（昭和22年）4月1日 - 城東村立栗栖小学校に改称する。
- 1954年（昭和29年）4月1日 - 犬山町、城東村、羽黒村、楽田村、池野村が合併し市制施行。犬山市となる。同時に犬山市立栗栖小学校に改称する。
- 1972年（昭和47年） - 新校舎（鉄筋コンクリート造）が完成する。
- 1979年（昭和54年） - プールが完成する。

## 交通アクセス
- 犬山市コミュニティバス栗栖・富岡線「栗栖」バス停より徒歩約3分。

## 周辺施設
- 桃太郎神社
- 桃太郎公園・栗栖園地